# Dynastie Yarubide

La dynastie Yarubide (aussi appelée Ya'ariba, Ya'arubi, Yaruba; اليعاربة) gouverne Oman entre 1624 et 1742, portant le titre d'Imam. Elle expulse les Portugais des bastions côtiers de Mascate et unifie le pays. Elle améliore l’agriculture, développe le commerce et fait d’Oman une grande puissance maritime. Ses forces chassent les Portugais de l'Afrique de l'Est et établissent des colonies durables à Zanzibar, Mombasa et d'autres régions côtières. La dynastie perd le pouvoir lors d'une lutte de succession qui débute en 1712 et s'effondre après une longue période de guerre civile.

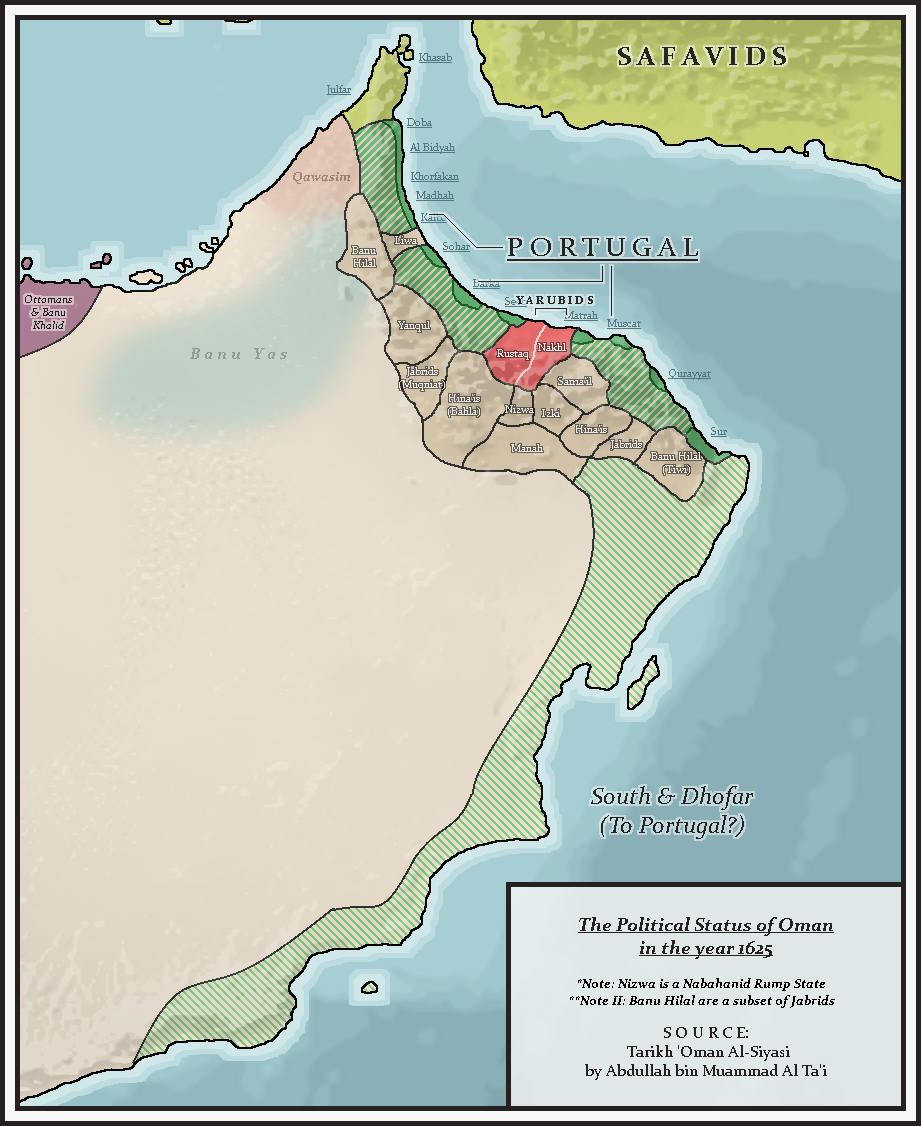
Les Yarubides à leur fondation en 1625

## Contexte historique
Oman est traditionnellement divisé entre l’intérieur, relativement aride et peu peuplé, et la région côtière, plus densément peuplée. Dans l’intérieur, il y avait souvent peu ou pas de gouvernement central, et les tribus se combattaient fréquemment entre elles. Elles partageaient cependant la foi dans la branche ibadite de l’islam, distincte des principales écoles sunnites et chiites. La région côtière, en particulier la côte nord-est autour de Mascate, était plus ouverte vers l’extérieur, avec de longues relations avec la Mésopotamie et la Perse.
Après les débuts de l’islam, les tribus de l’intérieur étaient dirigées par des imams, détenant à la fois le pouvoir spirituel et temporel. La branche Yahmad des tribus Azd prend le pouvoir au IXe siècle. Elle établit un système où les oulémas des Banu Sama, la plus grande des tribus ibadites de l’intérieur, sélectionnaient l’imam. L’autorité des imams décline en raison des luttes de pouvoir, et en 1154 la dynastie Nabhani accède au pouvoir en tant que *muluk*, ou rois, tandis que les imams sont réduits à une importance principalement symbolique. L’imam avait peu d’autorité morale, le titre étant devenu la propriété de la tribu dominante de l’époque. En 1507, les Portugais capturent la ville côtière de Mascate et étendent progressivement leur contrôle le long de la côte, jusqu’à Sohar au nord et Sour au sud-est.

## Les premiers dirigeants

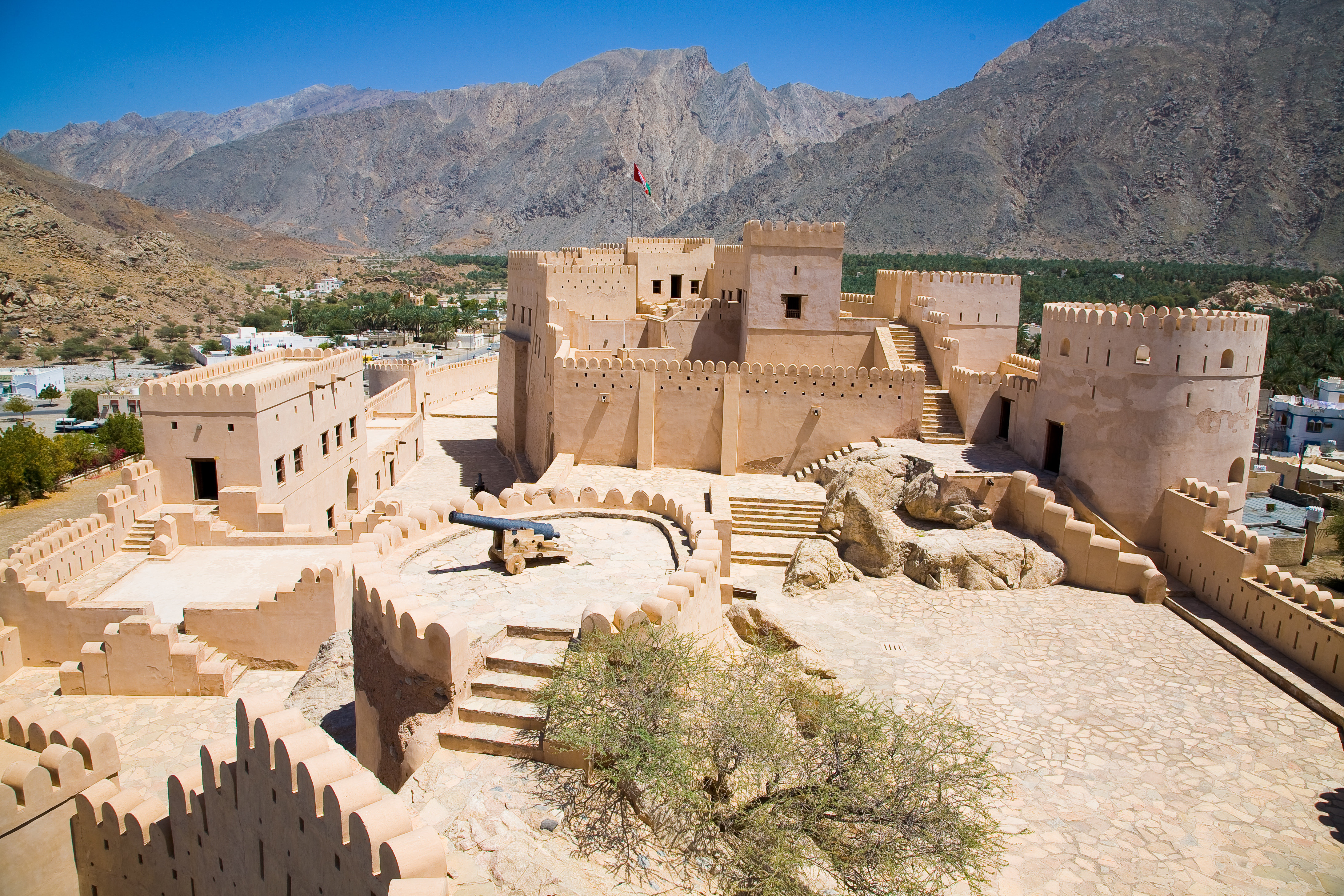
Fort Nakhal, l'une des places fortes de la dynastie

Les Al-Ya'ariba retracent leur descendance jusqu'à Ya'arab bin Kahtan, que certains datent aux environs de 800 av. J.-C. Originaire du Yémen, la famille appartient à la faction Ghafiri. Nasir bin Murshid bin Sultan al-Ya'aruba (r. 1624-1649) est le premier imam de la dynastie Yaruba, élu en 1624. Il transfère la capitale à Nizwa, l’ancienne capitale de l’imamat ibadite. Nasir bin Murshid parvient à unifier les tribus avec pour objectif commun d’expulser les Portugais. Il renforce l’armée omanaise et s’empare des principales villes ainsi que des forts de Rustaq et de Nakhal. En 1633, ses forces chassent les Portugais de Julfar (aujourd’hui Ras al-Khaimah) et prennent le fort de Sohar en 1643.
Nasir bin Murshid est ensuite remplacé par son cousin, Sultan bin Saif (vers 1649-1688), qui termine l’expulsion des Portugais. Sultan bin Saif capture Sur, Qurayyat et Mascate, développe la flotte et attaque les Portugais sur la côte du Gujarat. Sous Sultan bin Saif et ses successeurs, Oman devient une puissance maritime solide. En 1660, les forces omanaises attaquent Mombasa, obligeant les Portugais à se réfugier dans le Fort Jesus. Les combats entre les forces portugaises et omanaises se poursuivent sur la côte est-africaine dans les années qui suivent
Bil'arab bin Sultan (vers 1679-1692) accède à l’imamat en 1679 après la mort de son père, Sultan bin Saif, confirmant que la succession est désormais héréditaire, alors que, selon la tradition ibadite, l’imam devait être élu. La majeure partie de son règne est marquée par une lutte avec son frère, Saif bin Sultan, qui succède à Bil'arab bin Sultan à sa mort à Jabrin en 1692.

## Apogée du pouvoir

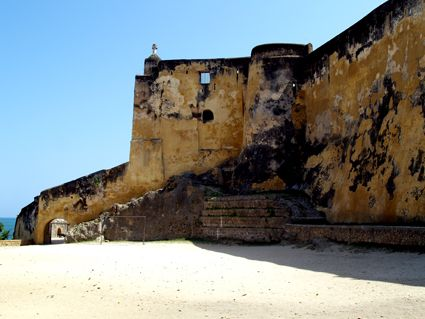
Fort Jesus sur l'

Saif bin Sultan (r. 1692-1711) investit dans l'amélioration de l'agriculture. Il construit des aflaj dans plusieurs régions de l’intérieur pour fournir de l’eau et plante des palmiers-dattiers dans la région d'Al Batinah afin d’encourager les Arabes à quitter l'intérieur et à s’installer le long de la côte. Un grand falaj est construit pour approvisionner la ville d'Al Hamra en eau, et il semble que les Ya'ariba soutiennent de grands investissements dans les établissements et les travaux agricoles, tels que les terrasses le long du Wadi Bani Awf. Saif bin Sultan fait également construire de nouvelles écoles et établit sa résidence dans le château de Rustaq, où il ajoute la tour à vent Burj al Riah.
En 1696, les Omanais attaquent de nouveau Mombasa, assiégeant 2 500 personnes réfugiées dans le Fort Jesus. Le siège du Fort Jesus prend fin après 33 mois, lorsque les treize survivants de la famine et de la variole se rendent aux Omanais, qui deviennent alors la puissance dominante sur la côte. L'expansion omanaise inclut la première colonisation à grande échelle de Zanzibar par des migrants omanais. Les Omanais acquièrent une réputation de pirates auprès des Européens et attaquent les bases portugaises en Inde occidentale. Ils s'étendent également dans le golfe Persique, prenant le contrôle de Bahreïn aux Perses et le conservant pendant plusieurs années.
Saif bin Sultan meurt le 4 octobre 1711 et est enterré dans le château de Rustaq, dans un tombeau luxueux qui sera plus tard détruit par un général wahhabite. À sa mort, il possède une grande richesse, comprenant, dit-on, 28 navires, 700 esclaves masculins et un tiers des palmiers-dattiers d’Oman. Il est remplacé par son fils, Sultan bin Saif II (vers 1711-1718), qui établit sa capitale à Al-Hazm, sur la route de Rustaq à la côte. Aujourd'hui simple village, il reste encore les vestiges d'une grande forteresse qu'il y fait construire autour de 1710, et qui contient son tombeau.

## Guerres civiles et invasions perses

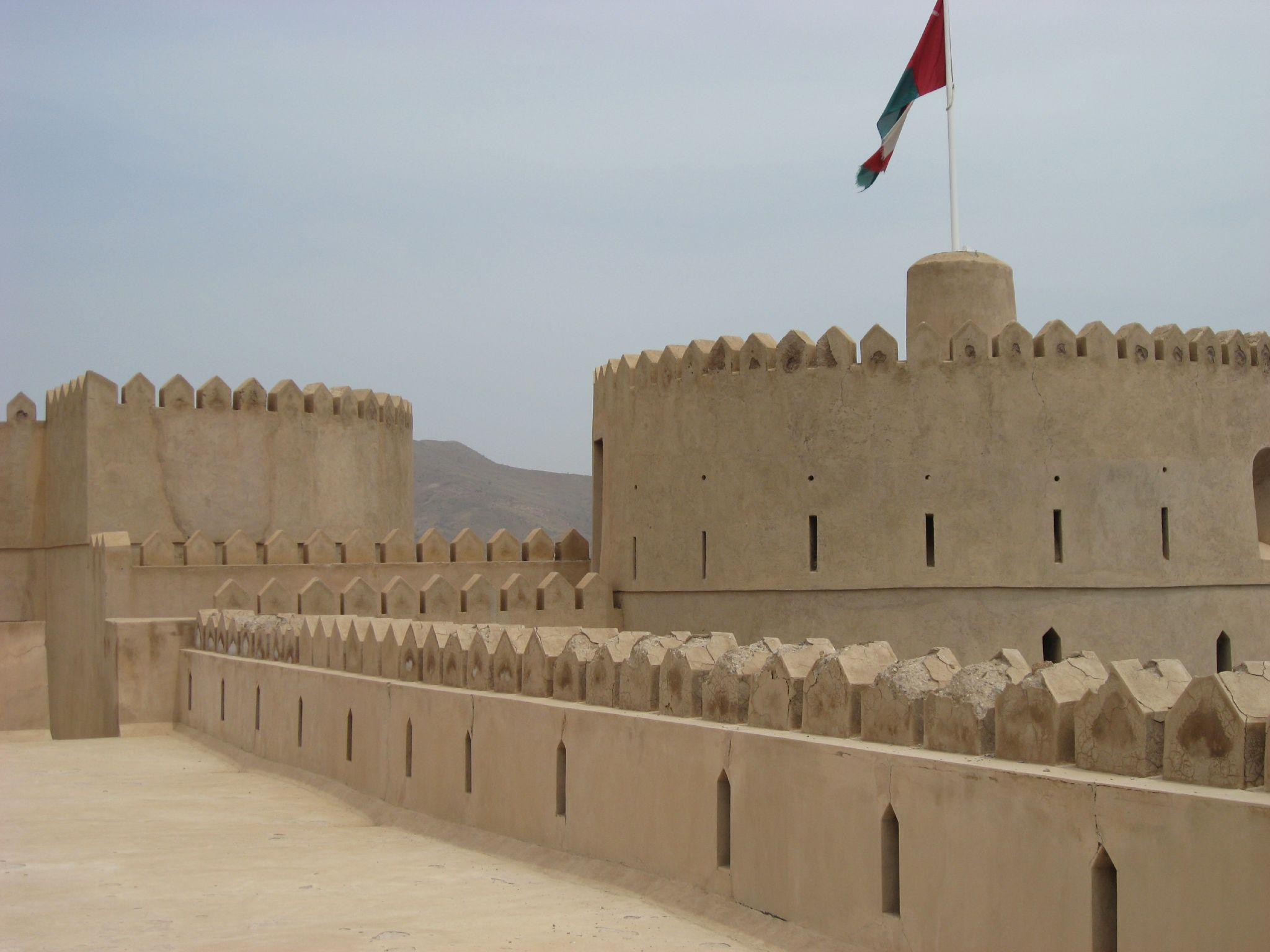
Fort de Rustaq, autre importante place forte de la dynastie

À la mort de Sultan bin Saif II en 1718, une lutte s'engage entre les prétendants rivaux pour l’imamat. Un groupe soutient le jeune Saif bin Sultan II, tandis qu’un autre favorise Muhanna bin Sultan, qu’ils estiment plus qualifié pour devenir imam. En 1719, Muhanna bin Sultan est introduit furtivement dans le fort de Rustaq et proclamé imam. Cependant, il est impopulaire et, l’année suivante, il est déposé et tué par son cousin Ya'arab bin Bel'arab. Ya'arub bin Bal'arab installe Saif bin Sultan II comme imam et se proclame Gardien. En mai 1722, Ya'arub franchit une nouvelle étape en se proclamant lui-même imam, déclenchant une révolte menée par Bel'arab bin Nasir, un parent par alliance de l'imam déposé. En 1723, Ya'arub bin Bal'arab est déposé, et Bel'arab bin Nasir devient Gardien.
Une guerre civile éclate, au cours de laquelle Muhammad bin Nasir prend le pouvoir et est élu imam en octobre 1724. Son rival, Khalf bin Mubarak, provoque des troubles parmi les tribus du nord. Lors d’un affrontement à Sohar en 1728, Khalf bin Mubarak et Muhammad bin Nasir sont tués. La garnison de Sohar reconnaît Saif bin Sultan II comme imam, et il est réinstallé à Nizwa. Cependant, certains habitants d'Az Zahirah élisent le cousin de Saif, Bal'arab bin Himyar, comme imam. Après quelques affrontements initiaux, les imams rivaux restent armés mais évitent les hostilités pendant quelques années. Bel'arab contrôle la majeure partie de l'intérieur et gagne progressivement l’ascendant sur terre. Saif n'est soutenu que par les Beni Hina et quelques tribus alliées, mais il dispose de la marine et des principaux ports de Mascate, Barka et Sohar.
Avec son pouvoir en déclin, Saif bin Sultan II finit par demander de l’aide contre son rival à Nader Shah de Perse. Une force perse arrive en mars 1737. Saif bin Sultan se joint aux Perses, et ils marchent sur Az Zahirah où ils défont les forces de Bal'arab bin Himyar. Les Perses progressent dans l'intérieur du pays, capturant des villes, tuant, pillant et prenant des esclaves, puis rentrent en Perse en emportant leur butin. Pendant quelques années, Saif bin Sultan II règne sans contestation, mais son mode de vie dissolu finit par tourner les tribus contre lui. En février 1742, un autre membre de la famille Yaruba, Sultan bin Murshid, est proclamé imam. Sultan bin Murshid s’installe à Nakhal et commence à pourchasser Saif bin Sultan, qui appelle de nouveau les Perses à l’aide, promettant cette fois de leur céder Sohar.
Une expédition perse arrive à Julfar vers octobre 1742. Ils assiègent Sohar et envoient des troupes à Mascate, mais échouent à prendre les deux places. En 1743, Saif est trompé et laisse les Perses s’emparer des derniers forts de Mascate. Il meurt peu après. Les Perses prennent Mascate et attaquent de nouveau Sohar. L’imam Sultan bin Murshid est mortellement blessé sous les murs de Sohar à la mi-1743. Bal'arab bin Himyar est élu imam pour le remplacer. Après avoir enduré neuf mois de siège à Sohar, le gouverneur Ahmad bin Said al-Busaidi négocie une reddition honorable et est confirmé en tant que gouverneur de Sohar et Barka en échange du paiement d’un tribut. En 1744, il est élu imam.
En 1747, le roi afcharide de Perse, Nader Chah, est assassiné au Khorassan, provoquant le chaos après sa mort. Les forces perses en Oman, comme ailleurs dans l’empire perse, subissent un vide hiérarchique et disciplinaire, entraînant de nombreuses désertions. Ahmad profite de la situation et invite la garnison perse restante à un banquet dans son fort de Barka, où il les massacre.

Au début, certaines villes de l'intérieur restent fidèles aux Yaruba ou à d’autres dirigeants locaux. Sur la côte d'Afrique de l’Est, Ahmad bin Said est reconnu comme imam uniquement par le gouverneur de Zanzibar. Ahmad bin Said ne devient le dirigeant incontesté d’Oman qu’à la mort de Bal'arab bin Himyar en 1749. La famille Yaruba conserve une certaine indépendance, et ce n'est qu'en 1869 que leur dernier bastion, le fort d’al-Hayam dans la région d’Al Batinah, est pris par Azzan ibn Qaïs.

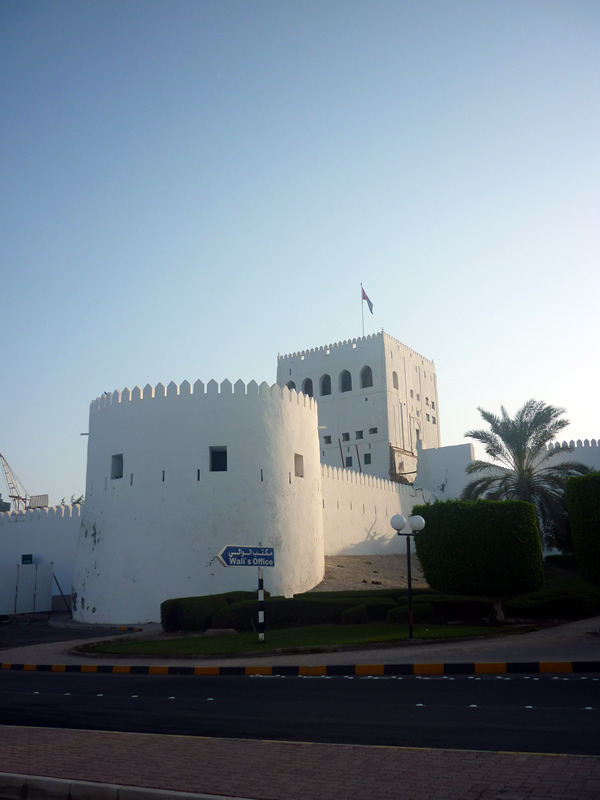
Fort à Sohar.

## Dirigeants
- Nasir bin Murshid (1624–49)
- Sultan bin Saif (1649–88)
- Bil'arab bin Sultan (1688–92)
- Saif bin Sultan (1692-1711)
- Sultan bin Saif II (1711–18)
- Saif bin Sultan II (1718–19, 1720–22, 1723–24, 1728-42)
- Muhanna bin Sultan (1719–20)
- Ya'arab bin Bel'arab (1722–23)
- Muhammad bin Nasir (1724–28)
- Sultan bin Murshid (1742–43)
- Bal'arab bin Himyar (1728–37, 1743–49)

## Sources
- Dionisius A. Agius, Seafaring in the Arabian Gulf and Oman: People of the Dhow, Routledge, 6 décembre 2012 (ISBN 978-1-136-20182-0, lire en ligne)
- Sanderson Beck, Middle East & Africa to 1875, 2004 (lire en ligne), « East Africa, Portuguese, and Arabs »
- Charles E. Davies, The Blood-red Arab Flag: An Investigation Into Qasimi Piracy, 1797-1820, University of Exeter Press, 1er janvier 1997 (ISBN 978-0-85989-509-5, lire en ligne)
- Salîl Ibn-Razîk, History of the Imâms and Seyyids of 'Omân: From A.D. 661-1856, Cambridge University Press, 3 juin 2010 (ISBN 978-1-108-01138-9, lire en ligne)
- JPM Guides, Gulf States, Hunter Publishing, Inc, 1er mars 2000 (ISBN 978-2-88452-099-7, lire en ligne)
- Mandana Limbert, In the Time of Oil: Piety, Memory, and Social Life in an Omani Town, Stanford University Press, 7 juin 2010 (ISBN 978-0-8047-7460-4, lire en ligne)
- Samuel Barrett Miles, The Countries and Tribes of the Persian Gulf, Garnet & Ithaca Press, 1919 (ISBN 978-1-873938-56-0, lire en ligne)
- Peter J. Ochs, Maverick Guide to Oman, Pelican Publishing, 1er novembre 1999 (ISBN 978-1-4556-0865-2, lire en ligne)
- « Oman From the Dawn of Islam » [archive du 11 novembre 2013], sur Omannet, Oman Ministry of Information (consulté le 11 novembre 2013)
- Sergey Plekhanov, A Reformer on the Throne: Sultan Qaboos Bin Said Al Said, Trident Press Ltd, 2004 (ISBN 978-1-900724-70-8, lire en ligne), 49
- Uzi Rabi, Emergence of States in a Tribal Society: Oman Under Sa'Id Bin Taymur, 1932-1970, Apollo Books, 2011 (ISBN 978-1-84519-473-4, lire en ligne)
- Stefan Siebert, Analysis of Arid Agricultural Systems Using Quantitative Image Analysis, Modeling and Geographical Information Systems, kassel university press GmbH, 2005 (ISBN 978-3-89958-192-8, lire en ligne)
- Gavin Thomas, The Rough Guide to Oman, Penguin, 1er novembre 2011 (ISBN 978-1-4053-8935-8, lire en ligne)